# Cudecom Building
Cudecom Building – modernistyczny budynek mieszkalny zlokalizowany w centrum Bogoty (Kolumbia), u zbiegu 19. Ulicy i Avenida Caracas.

## Historia

### Budowa
Ośmiopiętrowy budynek o szerokości 25 metrów i długości 50 metrów, pierwotnie stał u zbiegu 19. Ulicy i "starej" Avenida Caracas. Został wzniesiony w 1955, jako jeden z najnowocześniejszych w mieście. W początku lat 70. XX wieku stolica Kolumbii zaczęła się dynamicznie rozwijać, co wymagało budowy nowych dróg łączących centrum z zachodnią częścią miasta. W tym celu postanowiono poszerzyć 19. Ulicę, jednak na etapie projektowania inżynierowie napotkali problem z biurowcem Cudecom, który kolidował z planami rozbudowy arterii.  

### Przesunięcie
Po ocenie możliwości wyburzenia budynku, który był w bardzo dobrym stanie technicznym, architekt Antonio Páez Restrepo otrzymał zadanie przekonania władz lokalnych do pomysłu jego przesunięcia o 29 metrów, tak aby zrobić miejsce dla nowej jezdni. Pomysł został przyjęty po roku negocjacji. Dotąd nie praktykowano na świecie przesuwania budynków o tak dużych gabarytach (obiekt ważył 7700 ton). 
6 października 1974 zespół czterystu specjalistów otrzymał zadanie przeniesienia budynku. W tym celu wykorzystano tysiąctonową mobilną konstrukcję złożoną ze stalowych rolek o średnicy od pięciu do siedmiu centymetrów i siedmiu podnośników hydraulicznych. Operacja trwała dziesięć godzin, ze średnią prędkością ośmiu cali na minutę, a ze względu na swoje historyczne znaczenie była transmitowana przez telewizję publiczną (stacja Inravisión). Po przemieszczeniu do pierwotnej konstrukcji dobudowano jeszcze dwie kondygnacje, a w sąsiedztwie zbudowano parking.
Za pomyślne przeprowadzenie operacji inżynier Antonio Páez Restrepo otrzymał (drugą w życiu) Narodową Nagrodę Inżynierską z rąk prezydenta Alfonso Lópeza Michelsena. Przez trzydzieści lat budynek figurował w Księdze Rekordów Guinnessa jako najcięższa konstrukcja, która została przesunięta w terenie (w 2004 rekord przypadł budynkowi Gang Fu w Chinach).